# Sébastien Bourdon
Sébastien Bourdon (Montpeller, 2 de febrer de 1616 - París, 8 de maig de 1671) fou pintor de l'escola barroca francesa. Retratista, paisatgista, pintor de temes religiosos i aiguafortista. Cofundador de l'Acadèmia Reial de Pintura i Escultura de París. Pintor de cambra de la cort de la reina Cristina de Suècia.

## Biografia
Fill de Morin Bourdon i Jeanne Gaultière, provinents de modestes famílies d'artesans, de fe calvinista. A l'edat de sis anys, va ser enviat pel seu pare a París, com a aprenent de pintor. El 1630, va deixar l'aprenentatge i va viatjar a Bordeus i Tolosa de Llenguadoc, i hi realitzà alguns treballs menors.
Dotat d'un gran talent per a copiar altres pintors, va viatjar a Roma el 1634, on sobreviuria realitzant còpies de pintors de moda: Claude Lorrain, Van Laer (Bamboccio)... Va estudiar l'obra de Nicolas Poussin, la qual va influenciar el seu propi estil.
El 1637, va haver d'abandonar Roma per fugir dels càrrecs d'heretge ordenats per la Inquisició, donada la seva fe calvinista. Va viatjar a Venècia, on va romandre un curt temps abans de tornar a París. Amb tot, li va donar temps a absorbir certes receptes escenogràfiques i de color de clàssics com Paolo Veronese. A París, va ser rebut pel seu amic el pintor Luis de Guernier, i el 1641 es va casar amb la germana d'aquest.
En aquest període, Bourdon va començar a desenvolupar un estil més personal i definit. El 1643, va pintar, per a la catedral de Notre Dame de París, la seva obra El Martiri de sant Pere, i continuà els seus treballs amb altres obres importants. El 1648, va formar part del grup fundador de l'Acadèmia Reial de Pintura i Escultura de París, conegut com els 12 "antics". El mateix any, va esclatar la revolta popular coneguda com la Fronda, la qual va tenir l'efecte de reduir els seus encàrrecs de treball, la qual cosa va fer que el 1652 acceptés la invitació de la reina Cristina de Suècia per a treballar com a pintor de cambra de la cort de la sobirana.
Va realitzar nombrosos retrats i la coneguda obra Cristina de Suècia a cavall, la qual va ser regalada per la reina sueca al rei espanyol Felip IV. Amb l'abdicació de Cristina de Suècia el 1654, Sébastien Bourdon va retornar a París, on assumiria el càrrec de rector de l'Acadèmia de Pintura i Escultura.
El 1657, es va traslladar a la seva ciutat natal, Montpeller. Allà va realitzar nombrosos retrats, i les obres La caiguda de Simon el Mag i Les set obres de Misericòrdia per a la catedral de Sant Pere de Montpeller. Sembla que va acaparar tants encàrrecs, que va treure treball a altres artistes del lloc, la qual cosa va provocar recels.
El 1663 va tornar a París, on seguiria treballant en importants obres fins quan la seva salut es va deteriorar. En aquesta ciutat va morir el 8 de maig de 1671. Entre els seus exemples en museus de l'estat espanyol, destaquen: La serp de metall (Museu del Prado) i una Sagrada Família (Museu Thyssen-Bornemisza).

## Galeria d'imatges

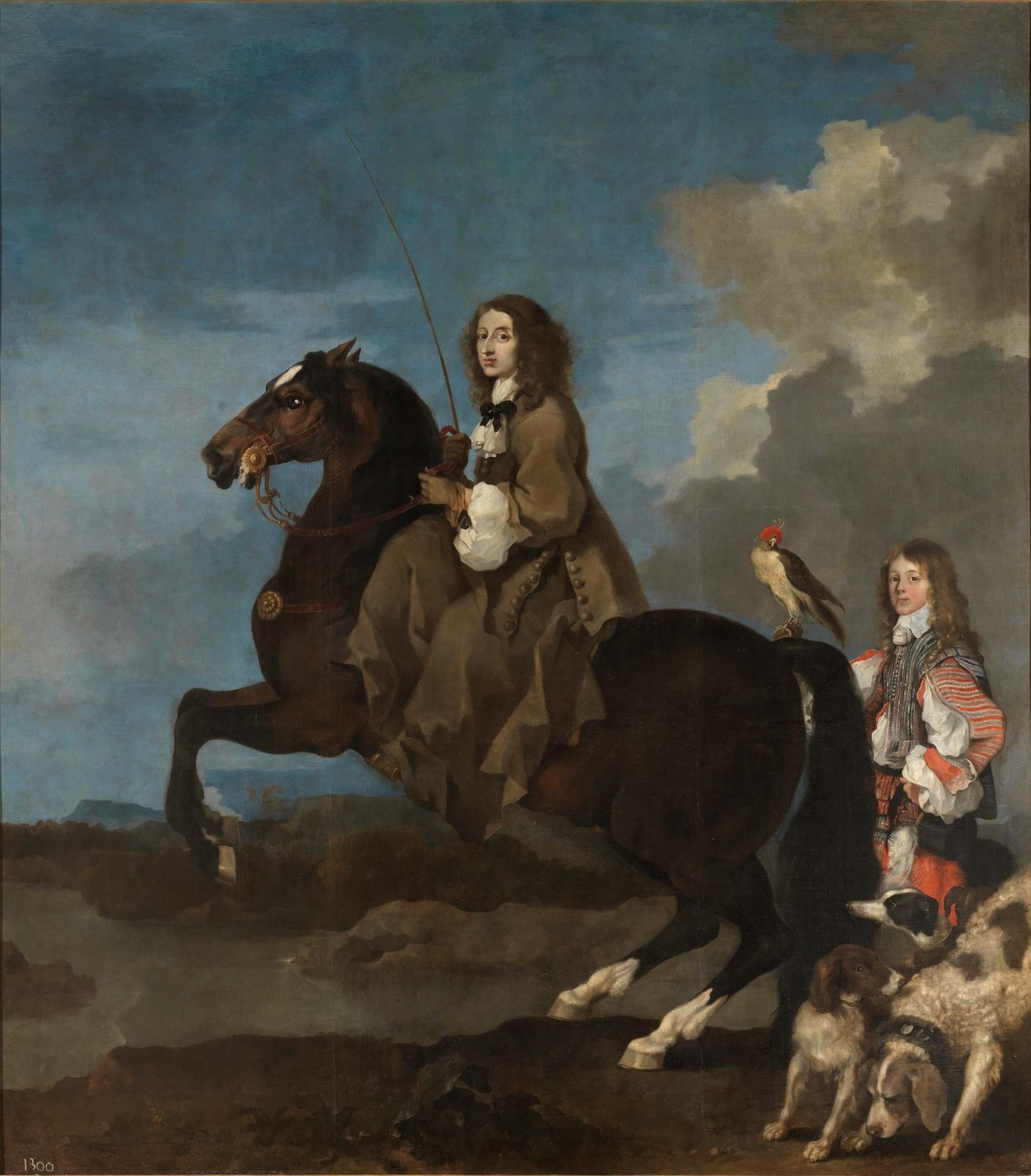
Cristina de Suècia a cavall (1653). Museu del Prado (Madrid)
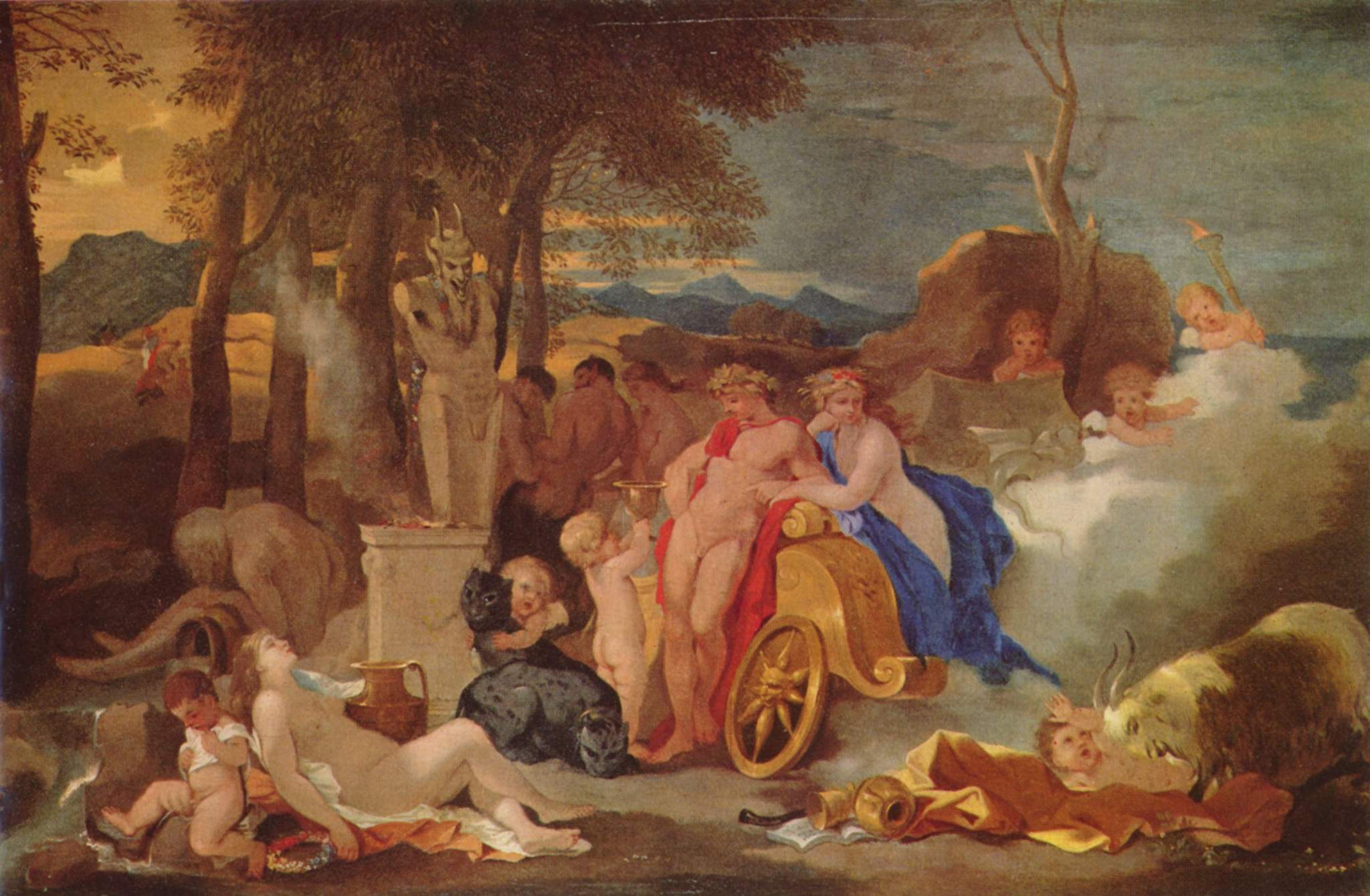
Bacus i Ceres entre nimfes i sàtirs, oli sobre llenç, segona meitat del segle xvii. Magyar Szépmüvészeti Múzeum (Budapest)
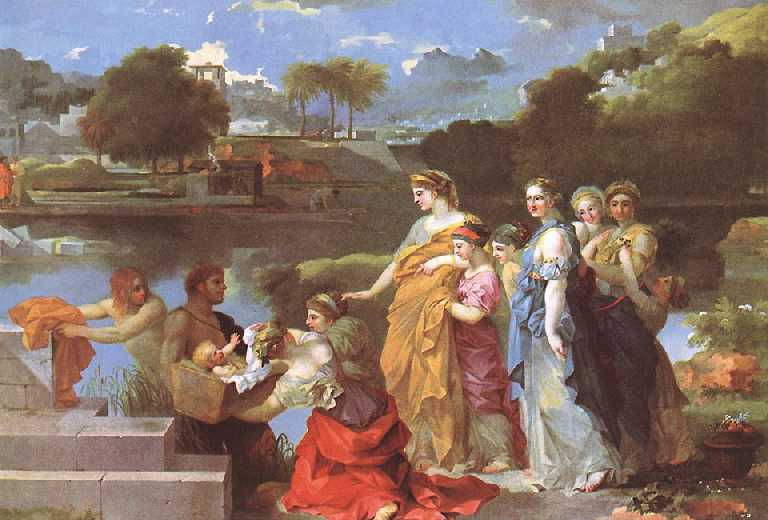
La trobada de Moisès, al voltant de 1650. Galeria Nacional d'Art (Washington)